# Altea hirsuta
L' altea hirsuta (Althaea hirsuta), és una espècie de planta dins la família malvàcies. És una planta nadiua de la regió mediterrània.
Addicionalment pot rebre els noms de malví hirsut i malví pelut.

## Descripció
Espècie herbàcia anual, generalment fa menys de 20 cm d'alt. A la part superior té les fulles molt dividides mentre que les fulles basals són arrodonides, amb un llarg pecíol, i feblement lobulades. Les flors són de color de rosa violaci. Floreix a finals de primavera.

## Distribució i hàbitat
Es troba als Països Catalans. Forma part de la vegetació ruderal.

## Sinònims
- Malva setigera Spenn. [1829, Fl. Friburg., 3 : 886]
- Althaea micrantha Wiesb. non Borbás [1883]
- Malva hirsuta (L.) F. W. Schultz non Ten. [1811-1815]
- Dinacusa hirsuta (L.) G. Krebs [1994, Feddes Repert., 105 (5-6) : 300]
- Axolopha hirsuta (L.) Alef. [1862, Oesterr. Bot. Z., 12 : 259]
- Althaea hispida Moench.[2]